# Orvos Station
Orvos Station (Orvos stasjon) var en jernbanestation på Rørosbanen, der lå i Røros kommune i Norge.
Stationen åbnede som holdeplads 1. juni 1879, et par år efter at banen blev taget i brug. Oprindeligt hed den Nypladsen, men den skiftede navn til Nyplass i april 1921 og til Orvos 1. januar 1939. Den blev opgraderet til station 1. juli 1910 men nedgraderet til holdeplads igen 1. december 1921. Den blev yderligere nedgraderet til trinbræt 1. september 1954. Betjeningen med persontog ophørte 2. juni 1985, og 31. maj 1987 blev stationen nedlagt.
Stationen blev primært anlagt af hensyn til malmtransport, men den havde også persontrafik. Den oprindelige stationsbygning fra 1879 brændte i 1889. En ny bygning fra den tid blev revet ned i 1985.